# Annegrethe Davis
Annegrethe Helmersen Davis (født 5. marts 1959 i København) er en dansk gallerist og kunsthandler, som med galleri i Bredgade i København repræsenterer danske og internationale kunstnere, herunder glaskunst og keramik, som skaber udstillinger og events, lejlighedsvist relateret til udenlandske ambassader, og som gennem en årrække har bidraget til branchens udvikling gennem organisatorisk indsats i sammenslutningen Dansk Gallerier. Bosat i Søllerød.

## Baggrund og uddannelse
Annegrethe H. Davis fik tidligt grundlagt sin interesse for kunst, idet hendes far, Kurt Hansen, gennem en årrække drev Bredgade Kunsthandel i København. Fra 11-års alderen var Annegrethe Davis jævnligt med i kunsthandlen, lærte at lave indramninger og mødte talrige af tidens kunstnere, som Preben Hornung, Anders Tinsbo (en), Jeppe Vontillius og William Skotte Olsen med flere. Noget, som kom hende tilgode, da hun efter sin studentereksamen rejste ud og arbejdede med kunstformidling i USA og Tyskland. Fra 1985-88 boede hun i Bayern og arbejdede som selvstændig agent og kurator for amerikansk kunst i Tyskland.
I 1988 vendte Annegrethe Davis tilbage til København og kom til at bestyre Bredgade Kunsthandels afdeling i Bredgade med klassisk modernisme. 
- 1991 - 1994 Niels Brock Marketing Management
- 1996 - 1999 Kunsthistorie ved Københavns Universitet

I 1999 overtog hun Bredgade Kunsthandel og rammeværksted fra sin far, og har videreført virksomheden, først med to afdelinger, Klassisk Modernisme og Samtidskunst, og siden 2021 samlet under navnet Davis Gallery, Contemporary Art med skiftende udstillinger af samtidskunst.
Annegrethe Davis har gennem årene præsenteret en afvekslende vifte af udstillinger med kunstnere fra den klassiske modernisme som Jens Søndergaard, Erik Hoppe (sv), Sigurd Swane og færøske Joensen-Mikines, over 1980’ernes poetisk-narrative Susanne Aamund, Annette Wier, Annelise Kalbak, William Skotte Olsen til de lærde figurative realister i udstillingsrækken Realistisk Set med surrealisterne Håkan Nyström , Bente Olesen Nyström, Thor Lindeneg, Niels Erik Skovballe, Martin Burridge, Aleksander Kosmala og nyrealister som Carsten Krogstrup, Daniel Goldenberg , Johan Abeling (NL), Dan Frøjlund, Søren Hagen, Christina Mosegaard og Külli Suitso (EE/DK).
Annegrethe Davis har åbnet galleriet for unge talenter med rødder i graffitikunsten som Frederik Næblerød, Frodo Mikkelsen, Faire, svenske Ola Kalnins og islandske Úlfur Karlsson  samt den svensk-amerikanske feminist Anna U. Davis  og den fraktalinspirerede futurist, indonesiske Awang Behartawan . 
Hun har taget klimadiskussionen op i temaudstillinger som I Sagens Natur' med Lene Bødker, Neel Jans, Jeppe Norsahl Lauge, Bent Hedeby Sørensen, Lene Winther, Jesper Jokeren Dahl og dansk-grønlandske SIIKU, hvor der også vistes videoinstallation og skulptur foruden tegning og maleri. 

## Glas og keramik
Annegrethe Davis dyrker en passion for glaskunst i samarbejde med Hempel Glasmuseum.
Dansk og international glaskunst er præsenteret på udstillingsrækken Substans med eksponenter som Pipaluk Lake, Lene Bødker Maria Koshenkova, Jeannet Iskandar, Karen Lise Krabbe, Karin Mørch. m.fl. 
Gruppen af danske keramikere under fællestitlen Keramiske Veje  med Beate Andersen, Bente Hansen, Steen Lykke Madsen, Bodil Manz, Malene Müllertz, Jane Reumert og Gunhild Aaberg har gennem en årrække været tilbagevendende udstillere.

## Internationalt og nordisk samarbejde
Der er tradition for samarbejde med ældre og yngre færøske, islandske og finske kunstnere, hvor Annegrethe Davis på rundrejser i det nordatlantiske har mødt og udvalgt deltagere som Zakarias Heinesen, Tolli (is), Edvard Fuglø, Thorbjørn Olsen, Ingálvur av Reyni samt finske Soile Yli-Mäyry (fi) og gjort deres værker tilgængelige for et dansk publikum.

### Udstillinger og events med udenlandske repræsentationer
- 2003 – 2019 Færø Expo
- 2017 Den Islandske Forbindelse, Islandsk kunst i danske samlinger
- 2017, 2019 og 2021 Soile Yli-Mäyry (fi), international-finsk kunst
- 2018 Ung Islandsk Kunst, Herfra og ud i Verdenen, 100 året for Personalunionen mellem Danmark og Island
- 2018 Estland – Estonia 100 / Table for Two med Külli Suitso og Jonna Pedersen [14]
- 2022 Indonesien – People to People - Awang Behartawan & friends
- 2023 Portugal – Cesariny (100 år), Lusofonias et Surrealismo [15]

## Udsmykninger
Kunstforeninger, virksomheder og private hjem har modtaget rådgivning om udsmykning, og der er solgt til Euronext Securities, Dansk Erhverv, Avedøreværket, Danske Bank, ligesom flere filmselskaber har kunnet låne kunst til brug på diverse filmset til film- og tv-optagelser som Strisser på Samsø, Broen, Borgen, Dræberen fra Nibe, Kastanjemanden, m.fl.

## Kunstmesser
Galleristen har initieret events og messer og medvirket til bl.a. Art Copenhagen, lokalt i Kolding med Kolding Kunstmesse, samt Hillerød Kunstmesse – nu Hillerød Kunstdage med censureret udstilling og nordisk samarbejde.

## Tillidshverv
Medl. af bestyrelsen i Kunsthandlerforeningen af 1948, 2000-04. 
Via sit engagement som bestyrelsesmedlem fra 2004-2020 og mangeårig kasserer i Danske Gallerier  en brancheforening tilknyttet Dansk Erhverv, har Annegrethe Davis medvirket til branchens formelle udvikling, og tilvejebringelse af det juridiske lovgrundlag gennem bidrag ved høringer om eksempelvis copyright / vederlag (Copydan) og input i forhold til momslovgivning for erhvervet.

## Publikationer
Annegrethe Davis står bag en lang række publikationer, udstillingskataloger, pressemateriale, navneartikler og mindeord til pressen om kunstnere og samarbejdspartnere. 

## Biografi
Annegrethe Helmersen Davis er vokset op i Holte som den ældste af to søskende.
Moderen var Grethe H. Hansen (1924- 2001) og faderen, kunsthandler Kurt Hansen (1927-2022) bosat i Holte. Kurt Hansen var desuden en habil jazzpianist, og både kunsten og musikinteressen gik i arv. Annegrethe spillede bl.a. trompet og tværfløjte og gik tidligt til hånde og indsnusede linolien i den fremspirende galleriverden i København. 
Annegrethe Davis blev i 1978 student fra Gentofte Gymnasium, og rejste på musikrejse til Tyskland, traf her den amerikanske musiker og fløjtenist Adrian Davis, blev gift, fik en søn og efternavnet Davis. Herfra oparbejdede hun egen virksomhed med kuratering og kunstformidling med bopæl i Bayern fra 1985-1988. 
Hun rejste hjem til DK med sin søn, arbejdede og studerede marketing på Niels Brock og kunsthistorie på Københavns Universitet, og blev knyttet til faderens galleri og kunsthandel, som hun overtog i 1999.
Fraskilt, mor til tre voksne børn, bosat i Søllerød.
Elev af: Kunsthandler Kurt Hansen, (1927-2022), Bredgade Kunsthandel
Medlem af: Danske Gallerier